# Bushra al-Assad
Bushra al-Assad (Arabisch: بُشْرَى ٱلْأَسَدِ) (Caïro, 24 oktober 1960) is een Syrische farmaceut. Ze is het tweede kind van Hafiz al-Assad, die tot zijn dood president van Syrië was, en Anisa Makhlouf, wier familie een groot deel van de Syrische economie in handen had en het regime financierde. Ze trad op als diens secretaris. Ze is de zus van Bashar al-Assad, die zijn vader opvolgde. Ze onderhield met beiden nauwe banden en geldt als een havik, die geen hervormingen wilde aanvaarden. De persoonlijke contacten waren belangrijk, haar rol en invloed is lastig te schatten.
Bushra draagt dezelfde naam als een dochter die in 1958 of 1959 overleed. In 1982 studeerde ze af aan de Universiteit van Damascus.
In 1995 trouwde ze met Assef Shawkat, geboren in 1950. Hij was officier in het Syrische leger en leidde een van de vele Syrische inlichtingendiensten. Over zijn lot lopen de berichten uiteen. Na 2012 is hij nooit meer gezien, maar hij kan in dat jaar vergiftigd zijn door rebellen of slachtoffer geworden zijn van een zelfmoordaanslag bij het hoofdkantoor van een van de veiligheidsdiensten in Damascus, het Nationaal Veiligheidsbureau. Ook zijn er geruchten dat hij al in 2011 vermoord was. Er zijn door de jaren heen veel persoonlijke en inhoudelijke conflicten geweest tussen hem en de familie Assad, al van voor het huwelijk.
Op 23 maart 2012 kreeg ze sancties opgelegd door de Europese Unie, vanwege haar banden met het Syrische regime. De sancties omvatten een reisverbod naar EU-landen en het bevriezen van tegoeden.
Volgens rebellen bevond Bushra al-Assad zich eind 2012 niet meer in Syrië en leefde ze met haar vijf kinderen in Dubai in de Verenigde Arabische Emiraten. In 2013 leefde ook haar moeder daar.